# Dongchang
Dongchang (东昌区,  Dōngchāng Qū) ist ein chinesischer Stadtbezirk der bezirksfreien Stadt Tonghua im Süden der Provinz Jilin. Der Stadtbezirk hat eine Fläche von 376 Quadratkilometern und zählt 360.071 Einwohner (Stand: Zensus 2010).

## Administrative Gliederung
Auf Gemeindeebene setzt sich der Stadtbezirk aus sieben Straßenvierteln, einer Großgemeinde und zwei Gemeinden zusammen. 